# Војводство лубушко
Војводство Лубуш (пољ. Województwo lubuskie) је једно од 16 Пољских Војводства. Налази се у западном делу Пољске. Настало је 1999. године од већине територија гожовског и зеленогорског војводства.

## Географија

### Положај
Војводство Лубуш се граничи са:
- Немачком (Бранденбургом и Саксонијом)
- Војводством Доње Шлеским
- Војводством Великопољска
- Војводством Западно Поморје

### Највећи градови
Становништво 31.12.2004
- Гожов Великопољски - 125 578
- Зелена Гора - 118 516

### Административна подела
Становништво 31.12.2004
- Повјат гожовски (Powiat gorzowski) - 64 673
- Повјат кросњењски (Powiat krośnieński) - 56 813
- Повјат мједзижецки (Powiat międzyrzecki) - 58 335
- Повјат новосолски (Powiat nowosolski) - 86 793
- Повјат слубицки (Powiat słubicki) - 46 919
- Повјат стшелецко-дрезденецки (Powiat strzelecko-drezdenecki) - 50 356
- Повјат сулећињски (Powiat sulęciński) - 35 390
- Повјат свјебођињски (Powiat świebodziński) - 56 213
- Повјат всховски (Powiat wschowski) - 38 939
- Повјат зеленогорски (Powiat zielonogórski) - 88 935
- Повјат жагањски (Powiat żagański) - 82 615
- Повјат жарси(Powiat żarski) - 99 093
- Градски повјат Гожов Великопољски - 125 578
- Градски повјат Зелена Гора - 118 516

## Историја

### 1945—1998
Године 1945. после завршетка Другог светског рата 60% лубушке земље је враћено Пољској припојено познањском војводству. После административне реформе 1950. основано је независно зеленогорско војводство које је обухватало територију приближно садашње величине. Ипак 1975. године подељено је међу гожовским војводством и зеленогорским војводством која су постојала до 1998.

### Реформа1998
По првобитном пројекту административне реформе војводства горжовско и зеленогорско требало је да буду подељена међу војводствима: Западним Поморјем, Доње Шлеским и Великопољским. Међутим против плана избиле су бројне демонстрације становништва. Власт је под притиском јавности одлучила да створи нова војводства међу којима и војводство Лубуш.

## Заштита природе
- Национални паркови:

У војводству Лубуш се налазе 2 национална парка. То су:
- - Дравјењски Национални парк и
  - Национални парк Ушће Варте
- Крајобразови паркови (парк у коме је могуће вршити индустријске делатности али у ограниченом обиму)
- У војводству Лубуш се налази о крајобразових паркоба. То су: Барлинецко-Гожовски, Гжињски, Кжесињски, Лаговски, Лук Мжакова, Ушће Варте, Пжемецки и Пшчевски парк крајобразови.

## Саобраћај

### Друмски саобраћај
Војводство покрива следећа путна мрежа:
- ауто-путеви
  - ауто-пут A2 (око 90 km, планира се)
  - ауто-пут A18 (49 km, у изградњи)
- Магистрални путеви:
  - Магистрални путев S3 (око 148 km, у изградњи)
- државни путеви (809 km)
  - ДП2
  - ДП3
  - ДП12
  - ДП18
  - ДП22
  - ДП24
  - ДП27
  - ДП29
  - ДП31
  - ДП32

као и војводски путеви (1 556 km), повјатски путеви (4 285 km) и општински.
- Друмски гранични прелази:
  - Костшин на Одри - Küstrin-Kietz
  - Слубице - Франкфурт на Одри (Frankfurt an der Oder)
  - Свјецко - Франкфурт на Одри (Frankfurt an der Oder)
  - Губин - Губен
  - Губинек - Губен
  - Засјеки - Форст
  - Олшина - Форст
  - Лекњица - Bad Muskau
  - [Пжевоз - Podrosche

### Железнички саобраћај
- железничке пруге:
  - Берлин - Жепин - Забашинек - Познањ
  - Шчећин - Костшин на Одри - Зјелона Гора
  - Шчећин - Кжиж Великопољски - Познањ
  - Зелена Гора - Вроцлав
  - Котбус - Вроцлав
  - Берлин - Костшин на Одри - Гожов Вјелкополски - Кжиж Великопољски - Пила
  - Зјелона Гора - Забашинек
  - Зјелона Гора - Жари
  - Гожов Вјелкополски - Забашинек
  - Глогов - Јароћин
- Железнички граничн прелези
  - Костшин на Одри - Küstrin-Kietz
  - Куновице - Франкфурт на Одри (Frankfurt an der Oder)
  - Губин - Губен
  - Засјеки - Форст

### Водни саобраћај
- водени путеви:
  - Одра
  - Варта
  - Нотећ
  - Ниса Лужицка (од Губина)
  - Канал Одра-Спрева
- пристаништа:
  - Битом Оджањски
  - Ћигаћје
  - Гожов Великопољски
  - Костжин на Одри
  - Милов
  - Нова Со
  - Санток
  - Слубице
  - Урад
- Речни гранични прелази
  - Слубице - Франкфурт на Одри
  - Милов - Eisenhüttenstadt

### Ваздушни саобраћај
- Аеродром Зелена Гора-Бабимост
- Аеродром аеро-клуба Лубушке земље у Пжилепу